# William Hoy
William Hoy, född i november 1955 i USA, är en amerikansk filmklippare. Hans karriär som filmklippare började 1985 med två avsnitt ur miniserien The Atlanta Child Murders. Hoy har sedan dess varit med vid filmklippningsarbetet för filmer såsom Star Trek VI – The Undiscovered Country (1991), Patrioter (1992), Mannen med järnmasken (1998), I, Robot (2004), 300 (2006), Watchmen (2009), Apornas planet: Uppgörelsen (2014), Apornas planet: Striden (2017) och The Batman (2022).